# LG G (серія)

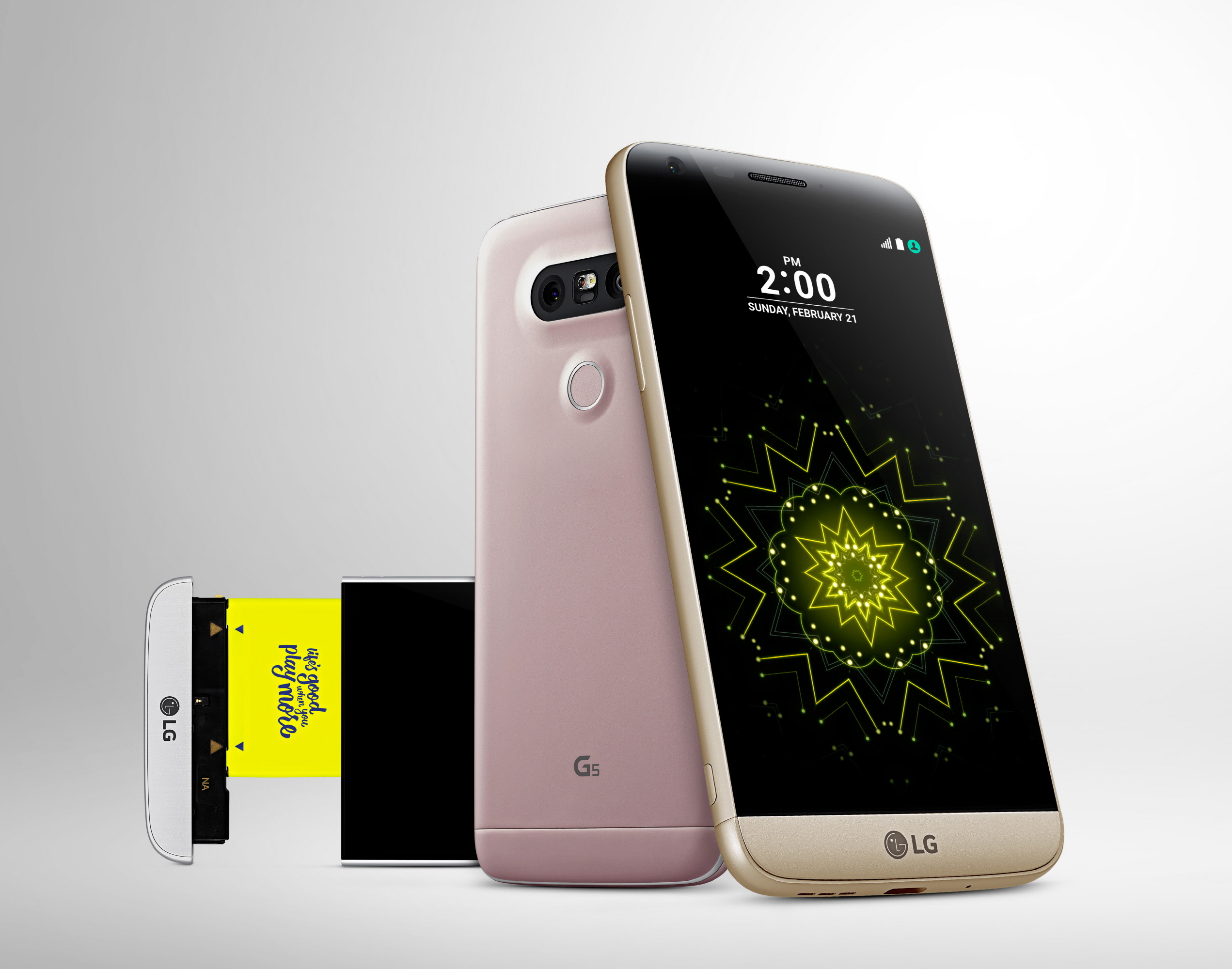
LG G5

Серія LG G була лінійкою пристроїв на Android, вироблених LG Electronics. Позначення «G» вперше було введено в 2012 році як філія серії LG Optimus для флагманських пристроїв, але в липні 2013 року LG оголосила, що назву «Optimus» перестануть використовувати для майбутніх флагманів, на користь позначень «G» і «Vu», як окремі бренди. Перший телефон під брендом G, LG G2, був представлений у серпні 2013 року.
Перші два розумні годинники LG, LG G Watch і LG G Watch R, також були частиною серії LG G. Починаючи з LG Watch Urbane, LG відмовилася від бренду «G» з назви пристрою, таким чином виключивши годинники з серії G. 
У квітні 2020 року LG оголосила, що припиняє використання бренду G і повернеться до використання різних назв брендів для майбутніх флагманських пристроїв (починаючи з LG Velvet), щоб «відгукнутися серед сучасних споживачів і допомогти нам створити чіткіший бренд».

## Телефони

### Лінійка 2013
- LG Optimus G Pro
- LG G2
- LG G Pro Lite
- LG G2 Mini
- LG G Flex
- LG G Pro 2

### Лінійка 2014
- LG G3
- LG G3 Stylus
- LG G3 S, також відомий як LG G3 Beat, LG G3 Mini та LG G3 Vigor (AT&T, Sprint)
- LG G Pro 2
- LG Gx
- LG G Vista

### Лінійка 2015
- LG G4
- LG G4c, також відомий як LG Magna
- LG G4 Stylus, також відомий у США як LG G Stylo (Boost Mobile, Cricket Wireless, MetroPCS, Sprint, T-Mobile, Virgin Mobile)
- LG G4 Beat
- LG G4 Vigor, (Virgin Mobile Canada)
- LG G Flex 2
- LG G Vista 2

### Лінійка 2016
- LG G5
- LG G5 SE
- LG Stylus 2 (також відомий як LG G Stylus 2 або LG Stylo 2)
- LG Stylus 2 Plus

### Лінійка 2017
- LG G6[5]
- LG G6+
- LG Stylus 3 (також відомий як LG G Stylus 3 або LG Stylo 3)
- LG Stylo 3 Plus[6][7][8]

### Лінійка 2018
- LG G7 ThinQ[9]
- LG G7 One[10]
- LG G7 Fit
- LG Stylo 4 (також відомий як LG G Stylus 4 або LG Stylo 4)
- LG Stylo 4 Plus (also known as the LG Stylo 4+)[11][12][13]

### Лінійка 2019
- LG G8 ThinQ[14]
- LG G8s ThinQ[15]
- LG G8x ThinQ

### Лінійка 2020-2021
- LG Velvet
- LG Velvet 2 Pro
- LG Stylo 6

## Планшети
- LG G Pad 7.0
- LG G Pad 8.0
- LG G Pad 8.3
- LG G Pad 10.1

## Годинники
LG випустила ряд розумних годинників; однак лише деякі з них мають марку «LG G». Наприклад, LG G Watch R є частиною серії LG G, тоді як його наступник, LG Watch Urbane, не має бренду «G».

### LG G Watch
LG і Google анонсували базований на Android Wear LG G Watch 25 червня 2014 року.
- Дисплей: 1.65" LCD дисплей з роздільною здатністю 280x280 пікселів
- Процесор: Qualcomm Snapdragon 400
- Пам'ять: 4 ГБ
- ОЗП: 512 МБ

### LG G Watch R
LG і Google анонсували LG G Watch R, також базований на Android Wear, 25 жовтня 2014
- Дисплей: 1.3" круглий P-OLED дисплей з роздільною здатністю 320x320 пікселів
- Процесор: Qualcomm Snapdragon 400
- Пам'ять: 4 ГБ
- ОЗП: 512 МБ

## Нотатки
↑  LG Stylus 2 — це перший і, станом на кінець 2018 року, останній смартфон із вбудованим цифровим радіо DAB+.